# Jay Pandolfo
Jay Pandolfo (ur. 27 grudnia 1974 w Winchester, Massachusetts) – były amerykański hokeista, reprezentant USA. Trener. hokejowy.
Jego bracia Mike (ur. 1979) i Mark (ur. 1983) także byli hokeistami.

## Kariera
- Uniwersytet Bostoński (1992–1996)
- New Jersey Devils (1996–2004)
- Albany River Rats (1996–1998)
- EC Salzburg (2004)
- New Jersey Devils (2005–2010)
- Springfield Falcons (2010–2011)
- New York Islanders (2011–2012)
- Boston Bruins (2013)

Wieloletni gracz New Jersey Devils. W lutym 2013 podpisał roczny kontrakt z Boston Bruins. W barwach drużyny rozegrał 18 meczów. W grudniu 2013 zakończył karierę. Następnie został trenerem rozwoju w klubie z Bostonu.
W barwach reprezentacji USA uczestniczył w turnieju mistrzostw świata w 1999.

## Sukcesy
Klubowe
- Mistrzostwo NCAA (Wschód) (2 razy): 1994, 1995 z Uniw. Bostońskim
- Mistrzostwo dywizji AHL: 1996, 1997, 1998 z Albany River Rats
- Mistrzostwo w sezonie zasadniczym AHL: 1995, 1996 z Albany River Rats
- Mistrzostwo dywizji NHL: 1997, 1998, 1999, 2001, 2003, 2001, 2006, 2007, 2009, 2010 z New Jersey Devils
- Mistrzostwo konferencji NHL: 2000, 2001, 2003, 2012 z New Jersey Devils
- Prince of Wales Trophy: 2000, 2001, 2003 z New Jersey Devils
- Puchar Stanleya (2 razy): 2000, 2003 z New Jersey Devils

Indywidualne
- NCAA (Wschód) 1995/1996:
  - Pierwszy skład gwiazd Amerykanów
  - Walter Brown Award
  - Top Collegiate Player "Hobey Baker Award" Finalist
  - Najbardziej Wartościowy Zawodnik (MVP)
  - Zawodnik roku